# Мелес
Мелес (или Мирс) — 24-й полулегендарный царь Лидии из династии Гераклидов. Согласно хронике Евсевия Кесарийского, правил с 729 по 717 годы до н. э.
Дважды упоминается в «Истории» Геродота. Согласно этому источнику, получив предсказание, что воздвинутая им стена вокруг столицы государства Сард будет неприступной, Мелес построил её с трёх сторон. С четвёртой стороны находилась отвесная скала, которая считалась неприступной. Именно по этой скале войско Кира, во время войны с последним лидийским царём Крёзом, и проникло в город.
Сын Мирса Кандавл наследовал престол Лидии.